# Коммодификация аудитории
Коммодификация аудитории (от англ. commodity – товар, произведенный для реализации) — социологическая концепция, изучающая процесс придания аудитории массмедиа товарных качеств, свойств товара, произведенного для купли-продажи. В результате этого процесса СМИ встраиваются в капиталистическую рыночную экономику. Концепция коммодификации аудитории была выдвинута в конце 1970-х годов американским ученым Д. Смайтом. 

## Основные принципы
Д. Смайт считал, что весь день взрослого человека кроме времени сна является рабочим временем. На работе человек производит товары и услуги, в свободное же время он сам становится предметом потребления для рекламодателей. Время, которое человек посвящает потреблению медиаконтента, СМИ в соответствии с принципами действия рыночной экономики стремятся реализовать с максимальной выгодой для себя. Аудитория выступает ключевым товаром медиакомпаний. СМИ производят, конструируют и «доставляют» аудиторию рекламодателям. Содержание СМИ служит в первую очередь для того, чтобы привлечь аудиторию, то есть служит для конструирования аудитории. Рекламодатели платят медиакомпаниям за доступ к сконструированной ими аудитории.
По мнению Д. Смайта, только тогда, когда медиаорганизации начинают конструировать и продавать аудиторию (т.е. происходит коммодификация аудитории), возникает медиаиндустрия. Таким образом происходит полная интеграция массмедиа в систему капиталистических рыночных отношений.

## Дальнейшее развитие концепции

### Концепция Смайта и Франкфуртская школа
Социологи Франкфуртской школы ранее изучали процесс коммодификации продуктов культуры в капиталистическом обществе. Однако ключевой функцией массмедиа они полагали идеологическое обеспечение властных отношений. В их концепции СМИ обслуживают капиталистический рынок, создавая специфические идеологические продукты для внедрения их в сознание аудитории. При этом СМИ находятся за рамками собственно рыночных отношений.
Д. Смайт распространил понятие «товара» на аудиторию СМИ и в этом вступил в противоречие с идеями представителей Франкфуртской школы. В концепции Смайта основной задачей массмедиа служит не воспроизводство идеологии, а формирование и продажа аудитории. Он распространяет законы рынка на медиаиндустрию и ставит экономические задачи СМИ выше политических.
Д. Смайт объяснял это противоречие тем, что исследователи Франкфуртской школы изучали СМИ раннего индустриального периода. Поэтому и их представления о политическом влиянии как главном продукте медиаиндустрии ограничивались эмпирической базой домонополитического капитализма. В условиях более развитого капиталистического рынка СМИ приобретают и другую роль – управления потребительским спросом, сводя в единую триаду рекламу, маркетинг и массмедиа.

### Сдвоенный рынок Р. Пикара
Развивая концепцию коммодификации аудитории, Р. Пикар смог в некоторой степени примирить ее с идеями представителей Франкфуртской школы, введя понятие сдвоенного рынка СМИ. Рынок СМИ включает в себя рынок товаров (контента) и рынок услуг (предоставление рекламодателям доступа к целевым аудиториям). Медиакомпании одновременно оказывают услугу рекламодателям и продают аудиториям содержание (печатные издания, платные телеканалы и сайты). В данной модели содержание СМИ – товар, созданный для аудитории.

## Влияние коммодификации аудитории на медиаиндустрию
Включение массмедиа в систему рыночных отношений неизбежно приводит к высокой конкуренции на рынке СМИ. Американский медиаисследователь Ф. Наполи, изучавший аудиторию как основной товар СМИ, выделяет несколько основных последствий конкуренции на обоих рынках СМИ.
- Прямая зависимость между рынком товаров и рынком услуг: контент-стратегии медиапредприятий определяются размером и структурой аудитории.[6]
- Внутри медиаиндустрии с целью изучения и моделирования поведения аудитории возникает отдельная сфера деятельности – медиаизмерения. В рынок аудитории Ф. Наполи включает три типа компаний: СМИ, рекламодателей и медиаизмерительные организации.
- Исследователь также замечает, что выделение, описание и измерение целевой аудитории связаны с большими трудностями, причиной которых служит неоднородность аудитории СМИ.

Ф. Наполи выделяет три типа аудиторий: предсказанную, измеренную и фактическую. Предсказанная аудитория, как правило, наименее точно соответствует действительному количеству зрителей, читателей или слушателей медиаресурса, однако именно предсказанную аудиторию продают рекламодателю. Измеренная аудитория – главная ценность на рынке аудитории, которая подтверждает или опровергает правильность контент-стратегии медиакомпании и позволяет рассчитывать предсказанную аудиторию в дальнейшем. С фактической аудиторией в действительности ни рекламодатели, ни сами медиакомпании работать не могут, хотя медиаизмерители и стремятся приблизить измеренную аудиторию к реальной. Трудности в измерениях связаны с множеством различных индивидуальных особенностей медиапотребления.

## Критика
Некоторые исследователи отмечают, что концепции аудитории как «товара» СМИ не учитывают роль социального (гражданского) и индивидуального (потребительского) компонента. Точно предсказать реакцию аудитории на конкретный материал на данный момент невозможно.
В то же время потребители уделяют все меньше времени и внимания на потребление медиаконтента. Новые технологии позволяют более точно изучать индивидуальные особенности медиапотребления людей. Продолжением и развитием процесса коммодификации аудитории, вероятно, станет развитие экономики внимания, где будет цениться не сам факт существования аудитории, а внимание, которое человек уделяет медиаконтенту.
В ходе дискуссии “Resisting the Surveillance State and its network effects” (англ.) на конференции re:publica в Берлине в 2012 г. исследователь политической экономии интернета и разработчик программного обеспечения Дмитрий Клейнер в своем выступлении об анонимности и личном пространстве в социальных сетях основывался на идеях Д. Смайта. Клейнер применил теорию коммодификации аудитории, чтобы объяснить принципы функционирования и монетизации социальных медиа.